# Loi sur la protection du consommateur (Québec)
Pour les articles homonymes, voir Loi sur la protection du consommateur.
Lire en ligne

version officielle en vigueur

La Loi sur la protection du consommateur (LPC) est une loi québécoise visant à donner des droits aux consommateurs dans leur relation avec les commerçants. Elle oblige les commerçants à plusieurs normes en matière de publicité, de mise par écrit des contrats, etc.

## Champ d'application et objectifs
La Loi sur la protection du consommateur s'applique à tout contrat conclu au Québec entre un consommateur et un commerçant dans le cadre des activités de son commerce. Ce contrat peut porter sur un service ou un bien mobilier, ce qui exclut notamment le secteur immobilier. L’objectif premier de cette loi est de pallier les inégalités entre le consommateur et le commerçant. Comme il s'agit d’une loi d’ordre public, il est interdit aux parties à un contrat de consommation de se soustraire aux obligations que la LPC impose.

## Historique

### Contexte d'adoption

#### Émergence du consumérisme
Au cours des années 1960, le mouvement consumériste a pris naissance aux États-Unis à la suite du développement de l'industrialisation, de la croissance de l'économie de marché et de la multiplication des contrats entre consommateurs et entreprises . Le mouvement consumériste s’est répandu en Europe et au Canada; il dénonçait la vulnérabilité du consommateur à l’égard de pratiques commerciales discutables qu'exerçaient certaines entreprises au détriment des consommateurs.

#### Situation au Québec
Au Québec, l'émergence d'un mouvement consumériste a mis en lumière l’absence de cadre juridique régissant le domaine de la consommation, notamment l’inexistence de devoirs et/ou d'obligations légales imposées aux commerçants. Dans un souci de protection du consommateur, afin de pallier les insuffisances légales et en réponse aux demandes émergeant des mouvements consuméristes, la première Loi sur la protection du consommateur a été adoptée en 1971, avec la contribution de Claude Masse, auquel on attribue la paternité de la loi.

### Loi initiale
Le ministre de la Justice Jérôme Choquette dépose le 10 novembre 1970 le projet de loi 45 intitulé Loi de la protection du consommateur.
La Loi de la protection du consommateur est sanctionnée le 14 juillet 1971, avec une entrée en vigueur échelonnée entre le 21 juillet 1971 et le 1er juillet 1972. La responsabilité de l'application de la loi est alors confiée au ministre des Institutions financières, Compagnies et Coopératives.
La loi institue deux organismes au 21 juillet 1971 :
- L'Office de la protection du consommateur[note 1] qui est chargé de faire appliquer la loi, informer les consommateurs et coopérer avec les autres organismes gouvernementaux pour assurer la protection du consommateur[7]. Les employés de l'Office sont dotés de pouvoirs d'enquête et son directeur peut faire interdire les publicités jugées fausses ou trompeuses[4],[8];
- Le Conseil de la protection du consommateur[note 2] qui a une fonction essentiellement consultative auprès du ministre[9].

La Cour provinciale est désignée comme tribunal d'appel pour les décisions rendues par l'Office.

### Évolutions subséquentes

#### Refonte de 1978
Le 12 octobre 1978 Lise Payette, ministre des Consommateurs, Coopératives et Institutions financières dépose le projet de loi 72 qui vise à réformer en profondeur la Loi de la protection du consommateur. Le projet de loi est la synthèse d'un avant-projet de loi déposé en décembre 1977 et d'autres mesures techniques présentées en juillet 1978, issus des travaux d'un groupe de six députés du Parti québécois.
Le projet de loi 72 est adopté sur division à l'Assemblée nationale le 21 décembre 1978 et sanctionné le lendemain. La LPC est alors intégralement refondue et son titre est modifié en Loi sur la protection du consommateur. La loi de 1971 est remplacée par celle de 1978 et l'Office de la protection du consommateur est maintenu dans la nouvelle loi. Le Conseil de la protection du consommateur n'est en revanche pas maintenu.
Les modifications visaient notamment la publicité et les garanties. Depuis cette première réforme majeure, plusieurs autres amendements lui ont été apportés afin d'adapter le droit de la consommation aux nouvelles pratiques en matière de commerce[réf. nécessaire]. 
La loi prévoit également l'interdiction de la publicité commerciale destinées aux enfants de moins de 13 ans, ce qui fera l'objet d'un renvoi devant la Cour suprême du Canada qui valide la disposition de la loi québécoise dans la décision Irwin Toy Ltd. c. Québec (Procureur général).

#### Ministère distinct (1981-1985)
En juin 1981 le gouvernement du Québec institue le Ministère de l'Habitation et de la Protection du consommateur qui reprend les attributions du ministre des Consommateurs, Coopératives et Institutions financières relativement à l'application de la Loi.
À partir du 13 décembre 1985, au moment de la constitution du Gouvernement Robert Bourassa (2),  le ministre de la Justice est chargé de l'application de la loi.

#### Projet de loi 24 (2011)
Illustration du caractère évolutif de la loi, le gouvernement du Québec a présenté, le 8 juin 2011, le projet de loi 24, portant le titre Loi visant principalement à lutter contre le surendettement des consommateurs et à moderniser les règles relatives au crédit à la consommation. Ce projet de loi qui visait à réformer les dispositions de la loi entourant les contrats de crédit et de louage à long terme, prévoyait d'imposer de nouvelles obligations aux commerçants œuvrant dans ces secteurs dans le but de prévenir le surendettement des ménages québécois. 
Le projet de loi n'est pas adopté et meurt au feuilleton à la dissolution de la 39e législature en août 2012.

## Contenu

### Formalités écrites et garanties
Certains contrats, tels les contrats de crédit, de vente et les contrats qui interviennent entre un studio de santé et un consommateur, doivent prendre la forme d’un écrit. La loi exige également qu’ils soient lisibles, rédigés en français, signés par les parties et remis au consommateur. 
Par ailleurs, de multiples garanties minimales sont données au consommateur dans le cadre d’un contrat touché par la LPC. Elle prévoit, par exemple, une garantie contre les vices cachés et une garantie de bon fonctionnement.

### Contrats conclus à distance, ceux conclus avec un commerçant itinérant et la vente à tempérament
Le commerçant qui conclut contrat à distance, c’est-à-dire celui qui fait une offre au consommateur sans être en présence de ce dernier, est tenu de lui divulguer certains renseignements essentiels . Il lui est par ailleurs interdit de percevoir tout paiement avant de fournir ce qui est prévu au contrat. En cas de manquement du commerçant, le consommateur peut, dans un délai de sept jours, exiger l'annulation du contrat.
La LPC autorise le commerce itinérant mais en fixe des balises. Des règles encadrent notamment la manière dont le consentement du consommateur doit être obtenu et énoncent les nombreux éléments devant figurer au contrat. Dans les dix jours où il en obtient copie, le consommateur peut mettre un terme au contrat. Ce délai est prolongé à un an dans certaines situations de manquement.
La vente à tempérament, contrat par lequel le commerçant demeure propriétaire du bien vendu, fait l’objet de dispositions limitant le pouvoir du vendeur sur le bien. En outre, la LPC prévoit que le commerçant assume les risques relatifs au bien tant que la propriété de ce dernier n'a pas été transférée.  

### Contrats de crédit, contrats d’assurance et contrats relatifs à une automobile
Tous les contrats de crédit sont couverts par la LPC, qui les encadre étroitement. Le crédit est le droit donné par un commerçant au consommateur de payer dans un certain délai. L’émission et l’utilisation de la carte de crédit sont aussi visés, mais il est principalement réglementé par le gouvernement fédéral. La LPC oblige le commerçant à informer des frais de crédit. Bien que dans le cadre d’un tel contrat, il soit possible de payer une prime d’assurance, il importe de noter que les contrats d’assurance sont eux-mêmes exclus du champ d’application de la LPC. 
La loi prévoit également des modalités entourant la vente, le louage, les garanties ainsi que les réparations d’un contrat relatif à une automobile et une motocyclette. Il est entre autres prévu qu'une évaluation est requise avant d’effectuer toute réparation et qu'une facture détaillée doit être remise au consommateur.

### Pratiques de commerce interdites et permis
Il est défendu aux commerçants, fabricants ou publicitaires de faire une représentation fausse ou trompeuse à un consommateur. Par exemple, en matière de crédit, cela s’observe par une série de mesures relatives à la publicité. Sauf exception, les commerçants doivent également indiquer clairement le prix de vente sur chaque bien, et ce prix doit être celui facturé.  Certaines données relatives à la garantie doivent aussi être divulgués ainsi que tout élément important concernant le bien.  De façon générale, la publicité à but commercial destinée aux enfants de moins de treize ans est interdite.
Certains commerçants, notamment le commerçant itinérant, doivent, pour pouvoir exercer leurs activités, détenir un permis émis par l’Office de la protection du consommateur (OPC).  Hormis les cas de faillite et de décès, le permis est généralement renouvelable aux deux ans.  La loi permet au président de l’OPC, dans certaines situations prescrites, de suspendre d’annuler ou encore de refuser la délivrance d'un permis.

### Recours civils et dispositions pénales
Divers recours civils s'offrent au consommateur en cas de manquements de la part d'un commerçant. Le consommateur peut demander la nullité d’un contrat qui ne respecte pas une exigence de forme indiquée dans la loi, sans avoir à prouver qu’il subit un réel dommage. En plus des recours prévus par les règles ordinaires du Code civil du Québec, la LPC prévoit la possibilité d'obtenir des dommages-intérêts punitifs distincts des dommages réellement subis. Cette règle, d’application relativement rare, vise à prévenir les comportements répréhensibles du commerçant ou du fabricant. Le délai pour intenter un de ces recours est de deux ans. Enfin, la loi prévoit aussi l’imposition de sanctions pénales telles l'imposition d'une amende, l'émission d'une ordonnance visant à rectifier certains éléments et l'émission d'une injonction, qui consiste généralement en une interdiction de poser tel acte. 

## Office de la protection du consommateur
L'Office de la protection du consommateur est constitué en vertu de la Loi sur la protection du consommateur. L'Office remplit divers mandats dont la surveillance de l’application de la LPC. Cette surveillance s’effectue principalement sur deux plans : une surveillance proactive de l’exécution de la loi, par la tenue d’enquêtes, d’inspections et de vérifications ainsi que la réception de plaintes de consommateurs. L’Office veille également à ce que le consommateur soit renseigné sur ses droits.